# Szczyt Moskwa
Szczyt Moskwa (tadż. Қуллаи Москва, ros. Пик Москва, 6785 m n.p.m.) – szczyt w zachodniej części Pamiru, najwyższy w Górach Piotra Pierwszego. Leży w centralnym Tadżykistanie, około 10 km na zachód od szczytu Ismaila Samaniego.
Pierwszego wejścia na zachodni, nieco niższy wierzchołek (6725 m n.p.m.) dokonała ekspedycja radziecka pod przewodnictwem D. Oboladze w 1956, natomiast główny wierzchołek zdobyła w 1959 wyprawa I. Bogaczewa.